# Кызылжар (Бухар-Жырауский район)
Кызылжа́р (каз. Қызылжар) — село в Бухар-Жырауском районе Карагандинской области Казахстана, входит в состав Ростовского сельского округа. 

## География
Населённый пункт расположен на западе района, на правом берегу реки Нура, в 9,6 километрах (по автодороге) к юго-западу от административного центра сельского округа села Ростовка, в 107 километрах к западу от районного центра посёлка Ботакара и в 65 километрах к северо-западу от областного центра города Караганда. Соседние населённые пункты: Кызылкайын в 5 километрах к востоку, Жанаталап в 6 километрах к западу. Транспортное сообщение осуществляется автомобильной дорогой республиканского значения KAZ05 «Астана — Кабанбай батыра — Нура — Темиртау» (до 20 августа 2015 года — Р-3). Абсолютная высота центра населённого пункта — 468 метров над уровнем моря.

## История
Согласно энциклопедическому словарю Немцы России, населённый пункт был основан в 1906 году немецкими переселенцами из Поволжья и мариупольской колонии Эйхвальд (нем. Eichwald, ныне — Святотроицкое):255. На бланковой карте СССР 1946 года населённый пункт фигурирует как Кизыл-Жар, на 1985 год — Кызылжар.

## Население
| Численность населения | Численность населения | Численность населения | Численность населения |
| 1989                  | 1999                  | 2009                  | 2021                  |
| --------------------- | --------------------- | --------------------- | --------------------- |
| 837                   | ↘821                  | ↘773                  | ↘629                  |

национальный состав
Процентное соотношение численно-преобладающих национальностей села согласно переписи населения 1989 года:
| Национальность | Процентное соотношение |
| -------------- | ---------------------- |
| немцы          | 66 %                   |
| казахи         | 21 %                   |
| другие         | 13 %                   |

персоналии
- Сара Назарбаева — супруга первого президента Казахстана Нурсултана Назарбаева[10].